# Vodní mlýn v Čelákovicích
Vodní mlýn v Čelákovicích byl založen ve 14. století v blízkosti tvrze na náhonu bývalého labského řečiště.

## Historie
První písemná zmínka o vodním mlýnu je ze sedmdesátých let 14. století. V roce 1444 mlýn o dvou složeních vyhořel. V druhé polovině 15. století měl tři vodní kola. Mlýn byl přestavován a modernizován. V roce 1612 se uvádí, že měl osm moučných kol, pilu a stoupu. Další rozšíření a modernizace byly prováděny od roku 1876. V roce 1930 byl majitelem František Říha. Od roku 1992 zde sídlí společnost Mlýn Čelákovice.

## Popis
Mlýn navazuje na severní stranu areálu tvrze. Ze staveb je to budova mlýnice (čp. 1046) s náhonem, obytný dům (čp. 1887) se dvěma přístavky, zděnou stodolou s přilehlou bránou a brankou a na západní straně areálu pilířová brána s dřevěnými vraty. Vyjmenované objekty jsou součástí památkové ochrany s tvrzí. Jádrem renesančního mlýna je pískovcová stavba postavena z více než poloviny na pilotech. Náhon je dlouhý 530 m a je bývalým řečištěm řeky Labe.

## Vodní motory
V roce 1930 využívaly vodní energii turbíny:
- Girard s výkonem 22 HP a využívající spád 1,35 m,
- Henschel-Jonval s výkonem 70 HP a využívající spád 1,35 m,
- vodní kolo na vrchní vodu s výkonem 17,78 HP a využívající spád 1,425 m.[1][6]

Od roku 1986 pracuje ve mlýně malá vodní elektrárna. Ke třem turbínám MTS5 je přiváděna voda z jezové zdrže. V roce 2003 byla instalována přímoproudá turbína TKP 11f. Turbíny využívají spád 2,3 m a jejich celkový výkon je 150 kW.